# 巴德罗达桥
巴德罗达桥（西班牙語：Puente de Bac de Roda）是连接西班牙加泰罗尼亚巴塞罗那市聖安德烈區和聖馬提區的一座公路桥。该桥于1984年至1987年期间建造，由聖地牙哥·卡拉特拉瓦设计，是1992年夏季奥运会筹备工作的一部分。  
该桥將聖馬提區南面的Carrer de Bac de Roda和聖安德烈區北面的的Carrer de Felip II連接起來，橋下是巴塞羅那的一條鐵路。巴塞罗那地铁2号线的巴德罗达站在桥南约100米（330英尺）处。

## 图片

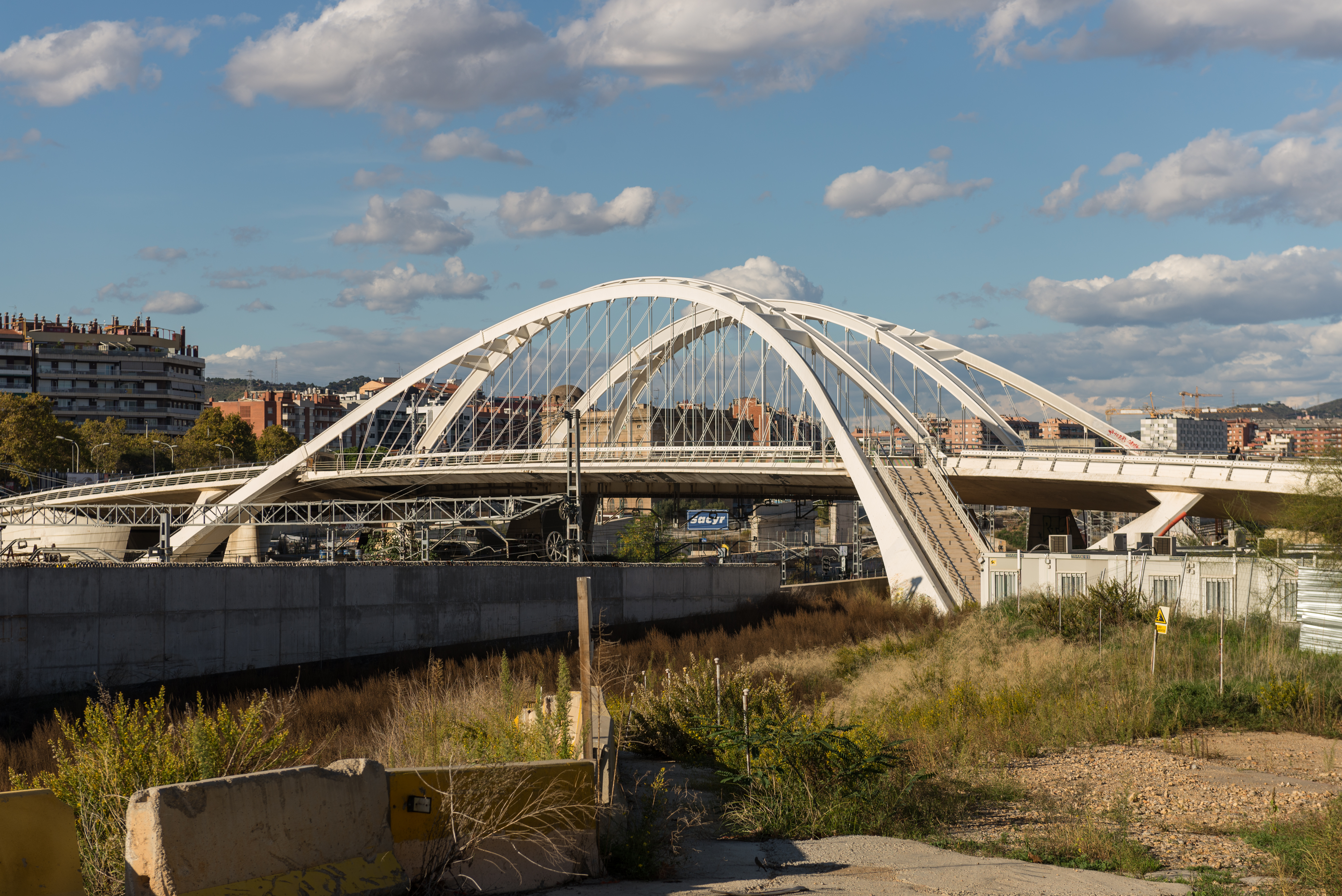
从橋南面眺望
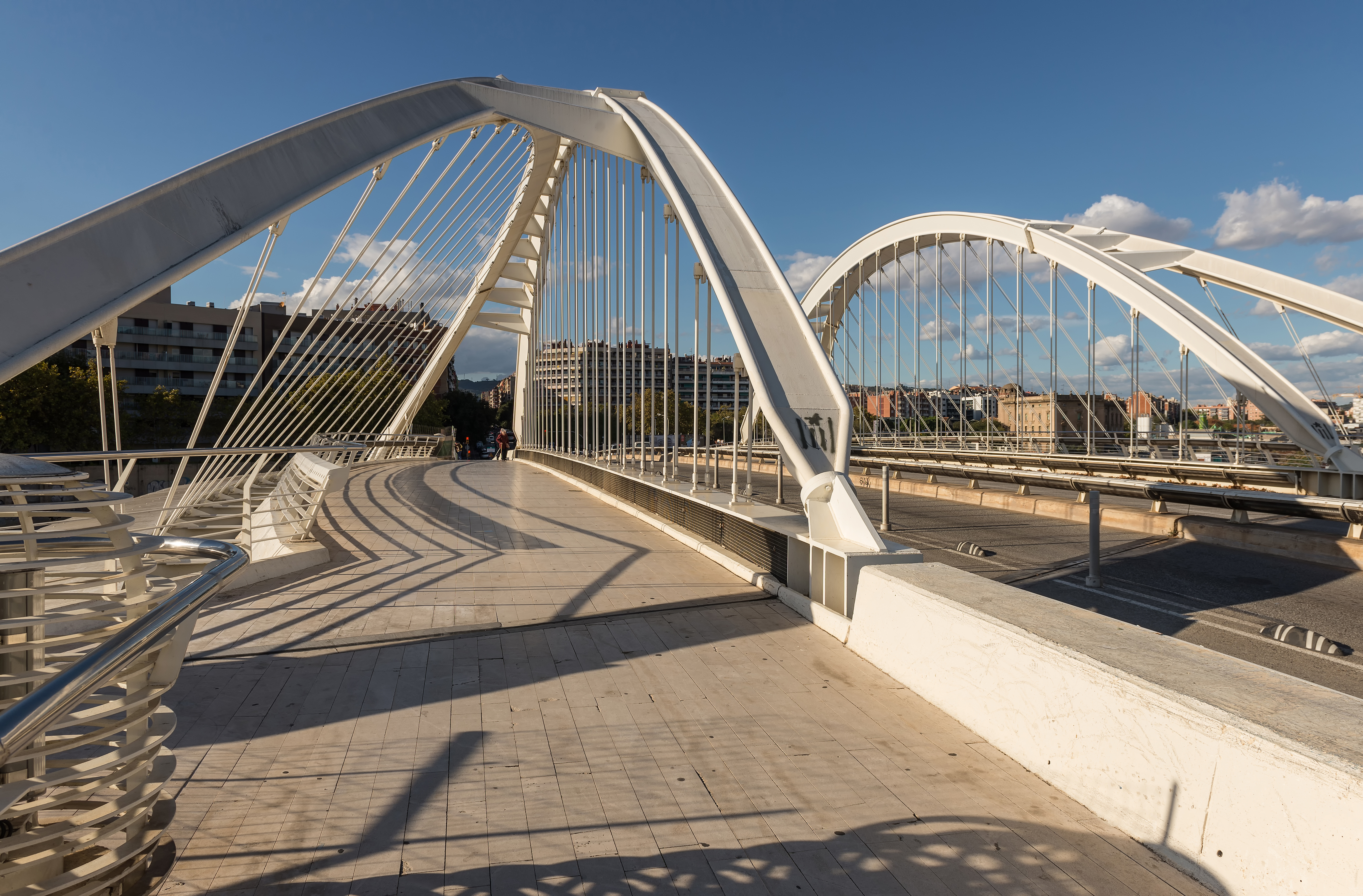
橋西側的人行道
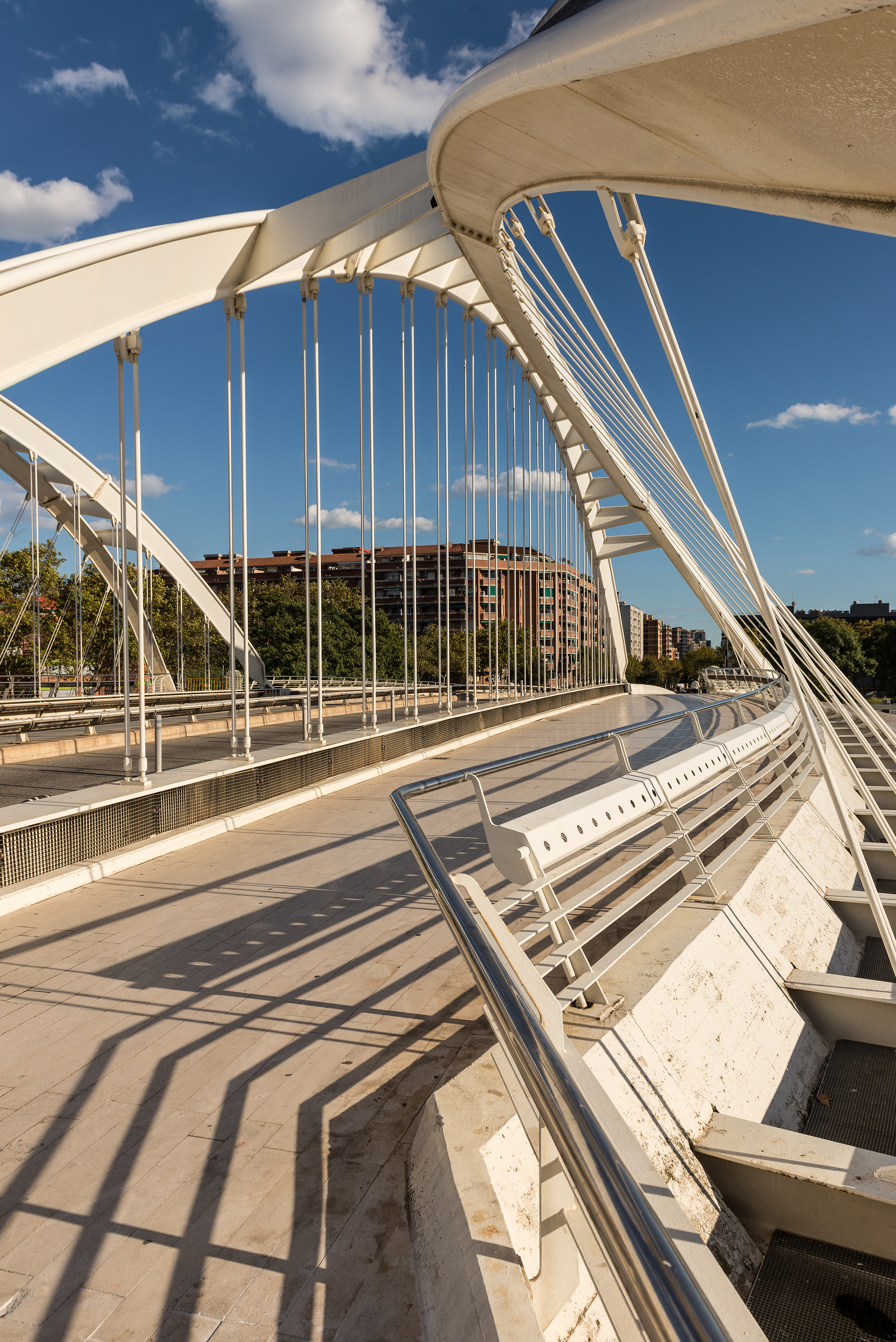
橋樑细节
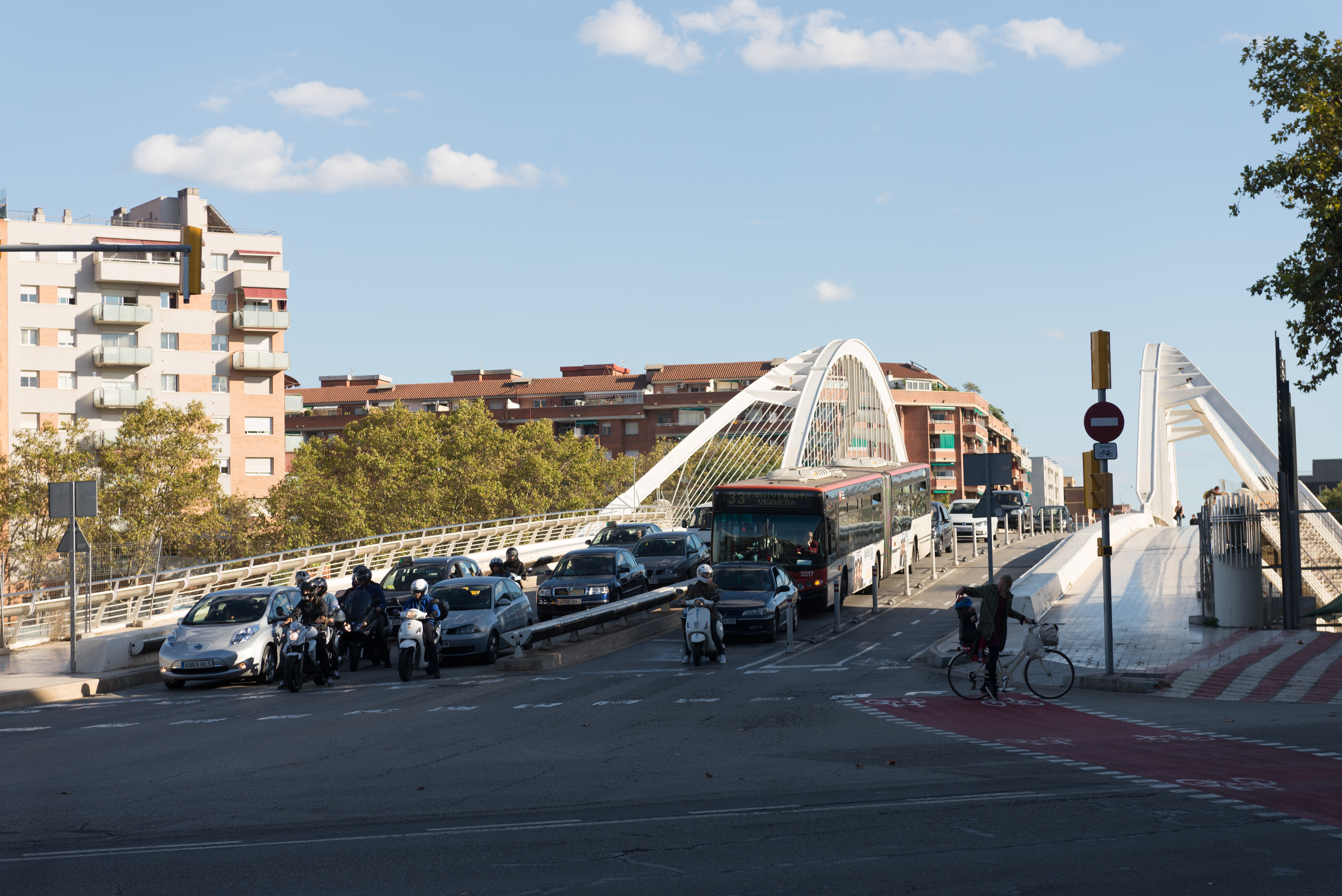
從Carrer de Felip II一側觀察橋樑